# Маруа, Полин
Поли́н Маруа́ (фр. Pauline Marois, произносится [pɔlin maʁwa]; род. 29 марта 1949, Квебек, Канада) — канадский политик, лидер Квебекской партии, 30-й премьер-министр Квебека. Первая женщина-премьер-министр в истории Квебека.

## Биография

### Ранняя жизнь, образование и карьера
Полин Маруа родилась в Квебеке в семье Мари-Поль и Грегори Маруа. Получила степень бакалавра в сфере социальной работы в университете Лаваля, а также степень магистра делового администрирования в Высшей школе коммерческих студий Монреаля. В 1970-х годах она сотрудничала с несколькими общественными организациями, после чего стала пресс-атташе тогдашнего министра финансов Жака Паризо. Маруа также была начальником штаба Лиз Пейет, министра по делам женщин, а также некоторое время преподавала в университете Квебека в Оттаве.
В 2019 году Полин Маруа получила почётную докторскую степень в Университете Квебека в Оттаве.

### Политическая карьера
В 1981 году Маруа была впервые избрана в Национальное собрание Квебека. Она сразу же стала министром по делам женщин в правительстве Рене Левека, а в 1983 году была назначена министром труда и гарантии заработка и министром, ответственным за регион Оттава.
В июне 2005 года Маруа выставила свою кандидатуру на пост руководителя Квебекской партии после внезапной отставки Бернара Ландри, однако заняла второе место, уступив Андре Буаклеру (30,6 % и 53,7 % голосов соответственно).
26 марта 2007 года на выборах в Национальную ассамблею Квебекская партия заняла лишь третье место, уступив правящей Либеральной партии Квебека и оппозиционной Демократическое действие Квебека. После такого неутешительного результата Андре Буаклер 8 мая 2007 года объявил о своей отставке с поста лидера партии. Маруа считалась главным кандидатом на его место, особенно после выхода из гонки лидера Жиля Дюсепа. 11 мая 2007 года Маруа объявила, что она снова будет баллотироваться на пост лидера партии. 27 июня 2007 года она была объявлена лидером партии.

### Премьер-министр и отставка
4 сентября 2012 года Маруа привела Квебекскую партию к победе на всеобщих выборах в провинции, став первой женщиной-премьером в истории Квебека.
При Маруа началась кампания разоблачения коррупции среди высших чиновников ряда крупных канадских городов, включая нескольких мэров. В то же время, её предложение урезать школьные бюджеты вызвало возмущение, поскольку в предвыборной программе она обещала их не трогать. Также её правление совпало с ростом цен на обучение в университетах Квебека, которые традиционно были ниже, чем в других канадских провинциях.
Маруа отказалась осуждать соратницу по партии Луиз Майю, которая заявила, что более высокие цены на кошерные продукты используются для сбора средств на «колонизацию Палестины».
С целью поднять популярность партии Маруа начала кампанию по продвижению «Хартии квебекских ценностей», запрещающей в школе и на госслужбе ношение предметов, могущих указать на религиозную принадлежность. Общественное возмущение стало причиной политического кризиса и досрочных выборов в апреле 2014 года, на которых победила Либеральная партия Квебека.
Преемником Маруа на посту премьер-министра стал Филипп Куйяр, лидер Либеральной партии Квебека.

### Личная жизнь
Полин Маруа замужем за Клодом Бланше, бывшим главой общества всеобщего финансирования. У них родились четверо детей: Кэтрин, Феликс, Франсуа-Кристоф и Жан-Себастьян.